# Dierkow

Dierkow West, Ost und Neu mit der Position des ursprünglichen Dorfes

Dierkow ist ein Stadtteil von Rostock und besteht aus den Ortsteilen Dierkow-West (westlich der Hinrichsdorfer Straße), Dierkow-Ost (südlich der Gutenbergstraße) und Dierkow-Neu (Plattenbaugebiet). Ursprünglich war das Dorf Dierkow um die jetzige Hinrichsdorfer Straße gelegen und wurde erstmals urkundlich 1320 als Derekowe erwähnt und ist damit nur knapp 100 Jahre jünger als Rostock selbst. Derekowe ist ein altslawisches Wort und bedeutet „Ort des Derek“. Das Dorf wurde am 1. Januar 1913 eingemeindet.

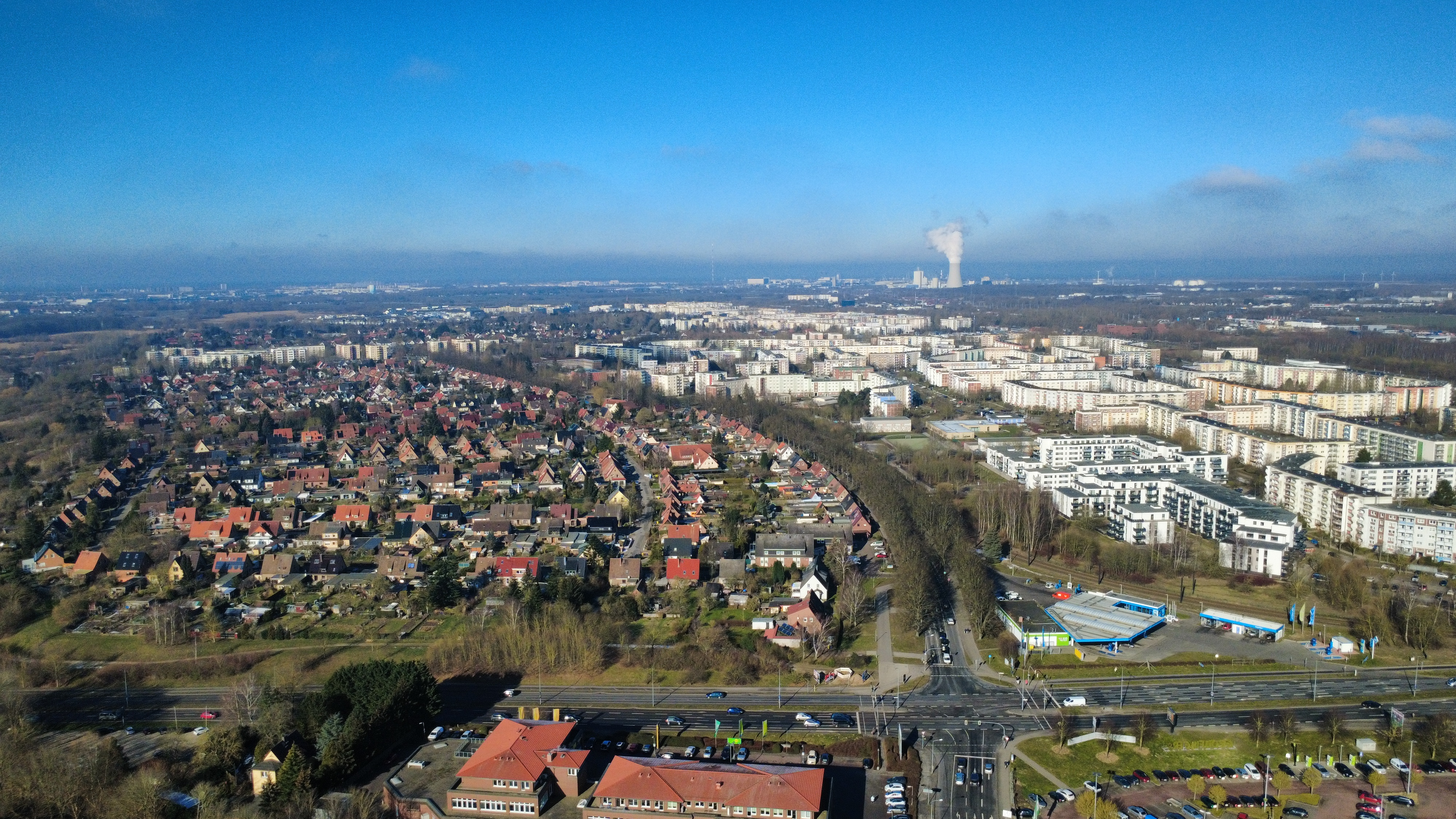
Luftansicht des Stadtteils aus dem Jahr 2025. Abgrenzung von Dierkow-Ost (links) und Dierkow-Neu (rechts) gut möglich

## Frühgeschichte
In der Nähe des Dierkower Dammes, an der Spitze des Ästuars Unterwarnow, gab es bereits seit 1856 Oberflächenfunde von Resten einer westslawischen Besiedlung. 1963 stieß man auf einen slawischen Bohlenweg, von dem noch etwa 20 Meter freigelegt werden konnten. Gezielte Ausgrabungen ergaben 1966 eine große Menge slawischer Keramik und in den 1980er Jahren Reste von kleinen Häuschen, Werkstätten und Brunnen. Im Vorfeld des 800. Stadtjubiläums Rostocks gab es von 2013 bis 2017 auf dem Areal ein gemeinschaftliches Forschungsprojekt des Niedersächsischen Instituts für historische Küstenforschung, des Deutschen Archäologischen Instituts und der Universität Rostock. Im Jubiläumsjahr 2018 stellte die Stadt Rostock 55.000 Euro für weitere Forschungen bereit, so dass insgesamt rund ein Viertel der geschätzten 3.500 Quadratmeter Siedlungsfläche bereits stichprobenartig ausgegraben worden sind. Die Siedelfläche in einem Torfgelände wurde zuvor mit zwei mal zwei Meter großen Flechtwerksmatten aus Weiden und Haselnusshölzern belegt, auf die noch eine mächtige Sandschicht aufgetragen wurde. Die Funde von u. a. Perlen, Bernstein, Knochen und Scherben ergaben, dass hier auch Skandinavier lebten und Sachsen sowie Friesen zumindest gehandelt haben. Ausgegraben wurde auch ein Holzspant, wie er in einem frühmittelalterlichen Schiff verbaut wurde. Etwa drei bis vier Meter breit und bis zu 15 Meter lang könnte das dazugehörige Schiff gewesen sein. Ein Luftbild des Areals von 2006 sowie hellerer Grasbewuchs lassen eine ehemalige Befestigung der Handelssiedlung vermuten. Erkennbar ist ein über 100 Meter großer, für Burgwallanlagen typischer hufeisenförmiger Grundriss. Die typische nordöstliche Ausrichtung der Befestigung lässt außerdem eine kultische Bedeutung des Ortes vermuten.

## Dierkow-West und -Ost

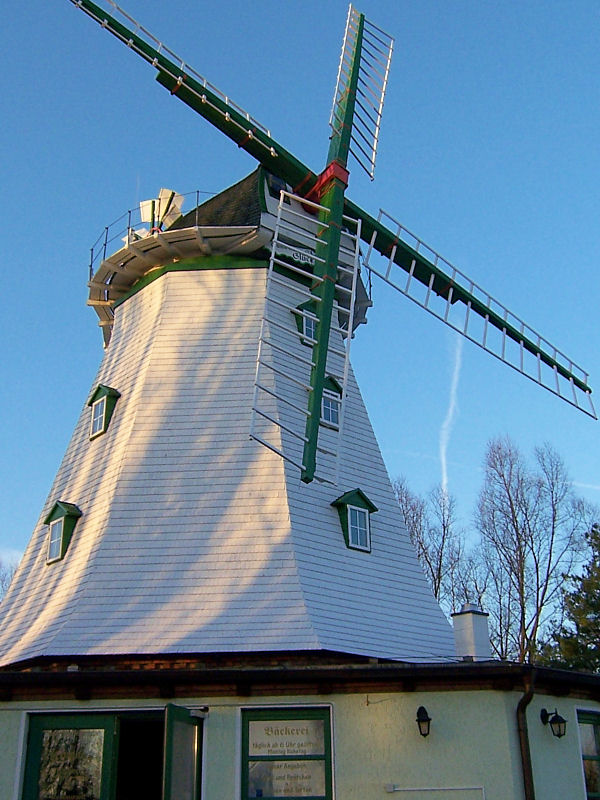
Galerieholländer in Dierkow

Der Bedarf an Wohnraum für die Mitarbeiter der expandierenden Rüstungsindustrie (Werft, Flugzeugwerke) erforderte eine Ausweitung der Wohngebiete in Rostock. Dierkow-West wurde als planmäßige Siedlung ab 1934 errichtet. Der Bau von Dierkow-Ost begann 1935. Auf großzügig bemessenen Parzellen, die eine Selbstversorgung mit Obst, Gemüse und Kleinvieh ermöglichten, wurden Einfamilien- und Doppelhäuser hauptsächlich aus Backstein errichtet.
Die Straßennamen in Dierkow-Ost tragen zumeist niederdeutsche Tiernamen, die in Dierkow-West sind nach deutschen Schriftstellern benannt.

## Dierkow-Neu
Bedingt durch den zunehmenden Verfall der Altstadtbereiche und dem ständigen Zuzug Auswärtiger bestand in den 1980er Jahren eine große Wohnungsnachfrage, die durch weitere Plattenbausiedlungen (Großwohnsiedlungen) befriedigt werden sollte. Im Nordosten von Rostock wurde östlich der Siedlung Dierkow ein Plattenbaugebiet erschlossen und von 1983 bis 1987 mit hauptsächlich sechsgeschossigen Blöcken bebaut. Durch den „Trick“, die erste Etage als nullte Etage zu bezeichnen, konnte man auf Fahrstühle verzichten, die eigentlich ab der sechsten Etage vorgeschrieben waren.

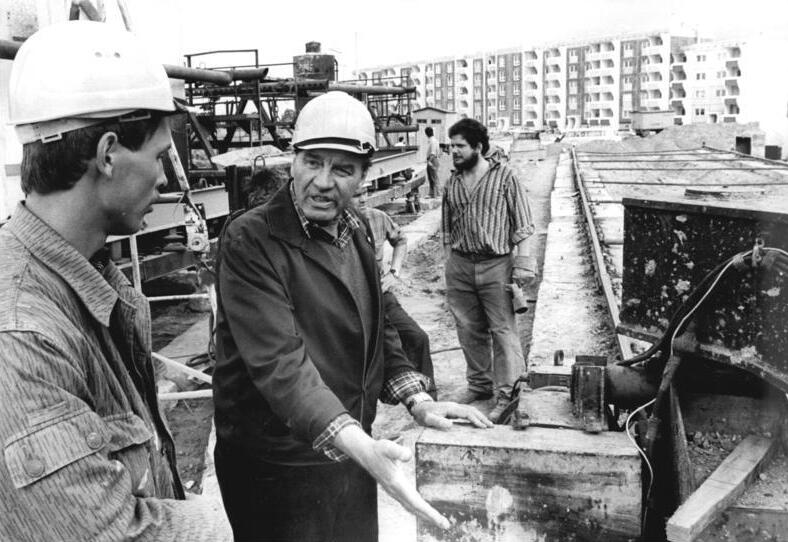
Dierkow-Neu während der Bauarbeiten im Jahr 1984

Die Konzeption des Wohngebietes aus dem Jahre 1979 sah entgegen der tatsächlich umgesetzten Bebauung einige Abweichungen vor. Es war eine Zentrumsbebauung am Hannes-Meyer-Platz geplant, die erst nach der Wende in veränderter Form realisiert wurde. In der damaligen Planung wurden zumindest zeitweise auch Überlegungen zur Schaffung behelfsmäßiger Schutzplätze in den Kellern für den Kriegsfall angestellt. Nicht gebaut wurde ein kleinerer Bauabschnitt südöstlich der Rövershäger Chaussee (heute etwa Straße „Am Stadtblick“).
Das Wohnungsbaukombinat Rostock hatte den Typ WBR 83 entwickelt, der äußerlich an den geschwungenen Seitenwänden der Balkons zu erkennen ist. Die Fensterfläche in den Fassadenelementen ist kleiner als bei den zuvor errichteten Plattenbauten (z. B. in Groß Klein). Auch in Dierkow findet man verklinkerte Platten an Fassaden und Giebelwänden, was für die Bauten des Wohnungsbaukombinates Rostock durchaus ein Markenzeichen war und womit ein Bezug zu regionalen Bautraditionen geschaffen wurde. Wohnhäuser der Dierkower Variante des Typs WBR 83 findet man auch in anderen Ortsteilen Rostocks, wo sie im Zuge einer Nachverdichtung gebaut wurden. Darüber hinaus wurden diese Häuser in größerem Umfang durch dasselbe Bauunternehmen in Berlin-Hohenschönhausen errichtet. Zudem wurde in der nördlichen Altstadt Rostocks aus einer Variante des Typs WBR 83 ein Wohnviertel gebaut, das durchaus Maßstäbe im Plattenbau setzte. Standard bei allen Rostocker Plattenbaugebieten war und ist die Fernwärmeversorgung inklusive der Warmwasserversorgung. Dafür musste vor Baubeginn von Dierkow-Neu eine Fernwärmeleitung von etwa 10 km errichtet werden, die etwa in Höhe des S-Bahnhofes Bramow die Warnow quert, wofür die seinerzeit mit 7,3 m Tiefe angegebene Schiffs-Fahrrinne zum Stadthafen unterfahren werden musste.
Neben der Wohnbebauung entstanden auch Kindergärten, Schulen und Kaufhallen. Insgesamt fiel die Ausstattung des Wohngebietes aber spartanischer aus als die der früher entstandenen Plattenbaugebiete. Die Bewohner von Dierkow-Neu konnten jedoch auf einige Einzelhandelsgeschäfte und gastronomische Einrichtungen in Dierkow-West und Dierkow-Ost zurückgreifen. Einige Einrichtungen waren behelfsweise in Baracken oder Wohnungen untergebracht. Bei der Grünflächengestaltung bemühte man sich, größere Bäume zu erhalten. So stammt die Allee der Gutenbergstraße aus der Zeit vor dem Bau der Straßenbahn und des Plattenbaugebietes.

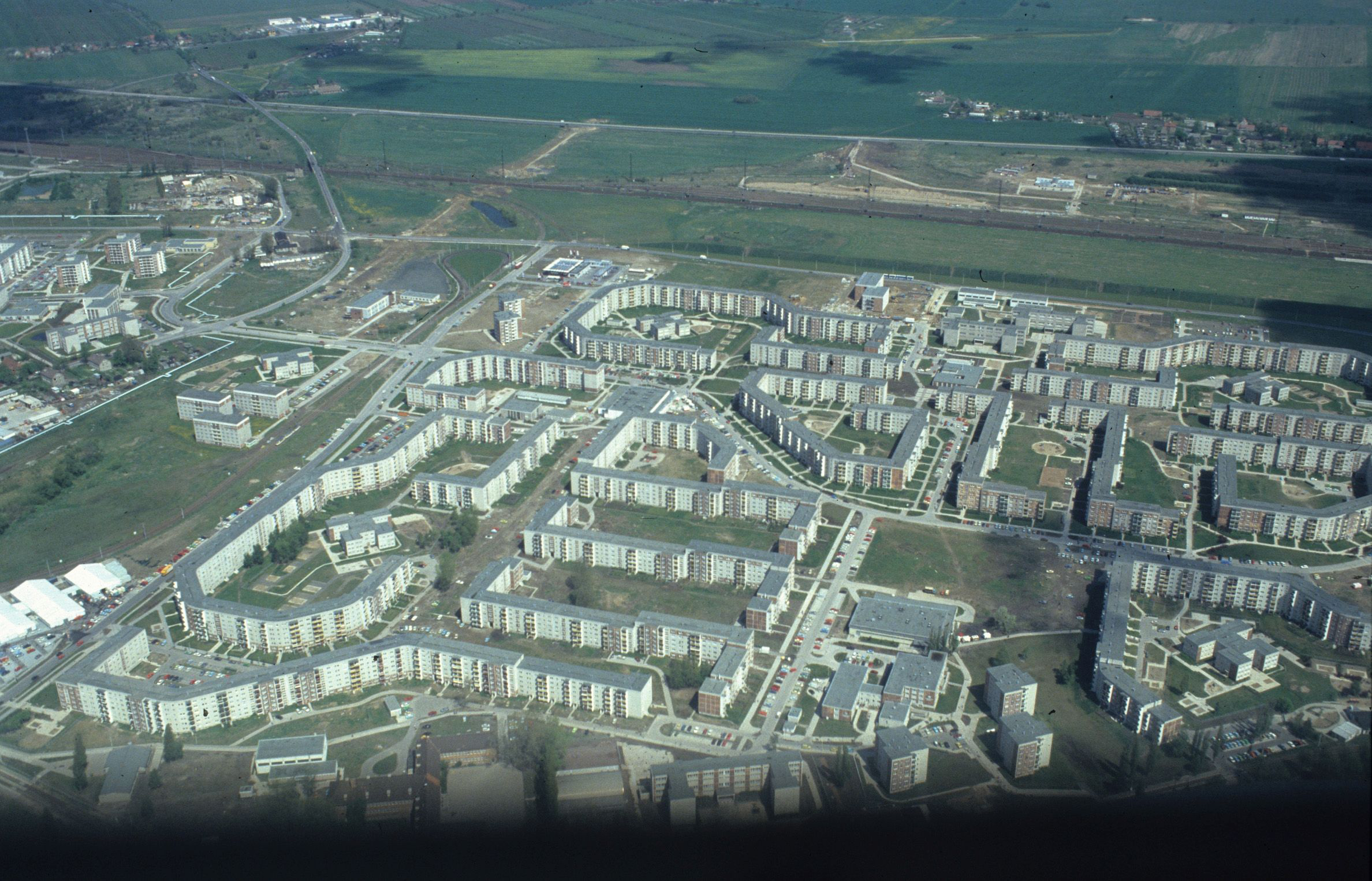
Plattenbaugebiet Dierkow-Neu im Jahr 1991

Im Gegensatz zum größten Teil des Stadtgebietes Rostock liegt Dierkow vergleichsweise hoch mit etwa 13 m über NHN. Dadurch bietet sich von den Häusern am südlichen Rand Dierkows, ein teils recht attraktiver Blick auf das Panorama der Stadt. Es ist anzunehmen, dass dieser Umstand bei der Planung berücksichtigt wurde.
Nach 2000 erfolgte der Abriss bzw. Teilrückbau von Schulen und Wohnungen (377 Wohnungen bis Ende 2015) nach nur 30 Jahren Standzeit sowie umfassende Sanierungen und Modernisierungen, sowohl der Gebäude als auch der Freiflächen, Höfe, Gehwege, Straßenbeleuchtung und Parkplätze. Neu gebaut wurde 2011 im Wohngebiet eines der wenigen Rostocker Polizeireviere.
Dank des inzwischen entwickelten Grünbestands, der teilweise rückgebauten Obergeschosse und der aufgelockerten Blockbebauung wirkt das Wohngebiet heute attraktiver als zur Zeit seiner Errichtung.

## Wirtschaft
Ein Hemmnis für die Entwicklung des Rostocker Nordostens war die Lage jenseits der Warnow und auch die Tatsache, dass große Teile dieser Gebiete nicht zur Stadt gehörten. Aus dem Jahr 1907 datiert ein Plan für einen umfassenden Ausbau des Stadthafens mit einem Güterbahnhof, dessen Anlagen sich unmittelbar vor der Dierkower Höhe erstreckt hätten. Zwar wurden diese Pläne deutlich reduziert, dennoch entstand gleichzeitig mit der Errichtung der Eigenheimsiedlung Dierkow-Ost das Gewerbegebiet des Osthafens, das zwar nominell nicht Teil von Dierkow ist, sich aber nur wenige hundert Meter entfernt befindet. Vor dem Bau von Dierkow-Neu gab es einige Einzelhandelsgeschäfte, außerdem zunächst auch noch eine landwirtschaftliche Nutzung. Das zu DDR-Zeiten errichtete Plattenbaugebiet erforderte dann auch entsprechende Versorgungseinrichtungen, so eröffnete die erste Kaufhalle im Dezember 1983. Nach der Währungsunion entstanden recht schnell neue, zunächst provisorische Verkaufsflächen in Zelten sowie die Erscheinungen dieser Zeit, wie Videotheken und Bestellagenturen der Versandhäuser, daneben auch Vertretungen von Versicherungen und Bankfilialen.
Der wirtschaftliche Schwerpunkt innerhalb der Grenzen Dierkows liegt an der Nordwestkante (Hinrichsdorfer Straße). Ansässig sind hier vor allem Handelsunternehmen (Kraftfahrzeuge, Supermärkte, Möbel – auch Produktion) und einige kleinere gastronomische Einrichtungen (Bäckereien u. ä.). Dierkow verfügt über ein Hotel und zwei Tankstellen innerhalb seiner Grenzen, in den unmittelbar angrenzenden Ortsteilen Toitenwinkel und Brinckmansdorf befinden sich weitere Tankstellen, Autohäuser, Baumarkt, Gartenfachmarkt u. a. Wiederum in Dierkow befindet sich auch ein Ärztehaus mit verschiedenen Fachrichtungen.

## Soziales und Religion
Neben zwei Schulen (Grundschule und Gymnasium) und Kindergärten sind die evangelisch-lutherische Gemeinde „Slüterhaus“, das Diakonische Werk, ein kleines privates Theater vertreten. Im Jahr 2016 eröffnete ein neu gebautes Stadtteilbegegnungszentrum, in dem unter anderem die Volkssolidarität ansässig ist. Daneben existieren verschiedene Beratungsstellen und ein Sozialkaufhaus.

## Verkehr

### Eisenbahn
Im Jahre 1987 erhielt Dierkow eine Bahnstation, der vormalige Haltepunkt Dierkow West wurde in Hinrichsdorfer Straße umbenannt. Die zwischen Rostock Hbf und Rostock Seehafen Nord verkehrenden Züge waren durchgebundene Rostocker S-Bahnen aus Warnemünde. Dies war auch der Fall, bevor die Strecke 1988 offiziell in den S-Bahn-Tarif einbezogen wurde. Erst nach der Wende verkehrten auf der Strecke kürzere Züge als auf der Verbindung nach Warnemünde. Der S-Bahn-Verkehr wurde 2012 eingestellt.

### Straßenbahn
1948 wurde Dierkow-West an das Straßenbahnnetz angeschlossen. Diese Linie wurde 1974 durch Busse ersetzt. Mit dem Einzug der ersten Bewohner im Mai 1984 Jahre war Dierkow-Neu an das städtische Busnetz angeschlossen. Die Hauptlast des Verkehrs zwischen dem damaligen Neubaugebiet Dierkow und der Innenstadt sollte die Straßenbahn tragen. Dafür wurde erstmals seit der Einstellung der alten Linie Steintor – Gehlsdorf das Straßenbahnnetz erweitert. Um Reichsbahnfahrzeuge für den Gleisbau nutzen zu können, bestand während der Bauzeit und einige Jahre danach ein Anschlussgleis zwischen dem Güterbahnhof Rostock-Seehafen und dem Straßenbahnnetz. Die am 21. April 1987 eröffnete (am 15. Dezember 1988 verlängerte), nach Dierkow führende Straßenbahnstrecke teilt sich in zwei Äste, die das Wohngebiet fast komplett umschließen, so dass relativ kurze Wege zu den Haltestellen bestehen. Während der Bebauungsplanung Ende der 1970er Jahre war noch vorgesehen, die in den 1930er Jahren begonnene Eisenbahntrasse vom Dierkower Damm unter der Brücke Gutenbergstraße hindurch für die Straßenbahn zu nutzen. 1997 wurde der Knotenpunkt Dierkower Kreuz umfassend ausgebaut (Bahnsteigüberdachungen, bahnsteiggleiches Umsteigen zwischen Bus und Straßenbahn).

### Straße
Durch die Hinrichsdorfer Straße und die Rövershäger Chaussee (L22, früher B105) ist Dierkow für den Nah- und Fernverkehr sehr günstig gelegen. Die Autobahn A 19 ist in wenigen Minuten zu erreichen, das gilt ebenso für den Hafen und ein größeres Einkaufszentrum vor den Toren der Stadt. Der Ostseestrand von Markgrafenheide sowie die Rostocker Heide als Naherholungsgebiete sind in etwa einer halben Stunde zu erreichen. Die am Nordrand von Dierkow entlang führende Dierkower Allee (L22) war ursprünglich als nicht kreuzungsfreie, vierspurige Straße geplant, wurde jedoch nur als einfache Straße gebaut. Auch die Hinrichsdorfer Straße sollte innerhalb von Dierkow etwa in der Achse der heutigen Straßenbahnstrecke neu trassiert und vierspurig ausgebaut werden. Wie in vielen Fällen von Verkehrsplanungen in der DDR wurde, vermutlich aus Mangel an wirtschaftlichen Möglichkeiten, nur ein Bruchteil der Planungen realisiert.